# Friedrich Kluge
Friedrich Kluge (Colonia, 21 giugno 1856 – Friburgo in Brisgovia, 21 maggio 1926) è stato un filologo e lessicografo tedesco.

## Biografia
Studiò linguistica comparativa e filologia classica e moderna presso le università di Lipsia, Strasburgo e Friburgo. Alcuni dei suoi insegnanti furono August Leskien, Georg Curtius, Friedrich Zarncke e Rudolf Hildebrand a Lipsia e Heinrich Hübschmann, Bernhard ten Brink e Erich Schmidt all'Università di Strasburgo.
Divenne insegnante di filologia inglese e tedesca a Strasburgo (1880), assistente professore di tedesco all'Università di Jena nel 1884, professore ordinario nel 1886, e nel 1893 fu nominato professore di lingua e letteratura tedesca a Friburgo come successore di Hermann Paul.

## Opere
- Etymologisches Wörterbuch der deutschen Sprache (1881; 10ª edizione, 1924; 25ª edizione, 2011).
- Stammbildungslehre der altgermanischen Dialekte (2ª edizione, 1899).
- Von Luther bis Lessing, sprachgeschichtliche Aufsätze (4ª edizione, 1904).
- Angelsächsisches Lesebuch (3* edizione, 1902).
- Deutsche Studentensprache (1895).
- English Etymology, con Frederick Lutz (1898).
- Rothwelsch, Quellen und Wortschatz der Gaunersprache (1901).
- Mittelenglisches Lesebuch, glossario di Arthur Kölbing (1904; 2ª edizione, 1912).